# Ernst Alfred Stückelberg
Ernst Alfred Stückelberg (* 17. August 1867 in Basel; † 31. Juli 1926 ebenda) war ein Schweizer Historiker, Kunsthistoriker und Denkmalpfleger.

## Leben und Werk
Ernst Alfred Stückelberg, Sohn des Malers Ernst Stückelberg, studierte Geschichte und Kunstgeschichte in Basel, Berlin, Bonn und Zürich. In Zürich waren seine hauptsächlichen Lehrer Georg von Wyß, Gerold Meyer von Knonau und Rudolf Rahn. 1890 wurde er an der Universität Zürich mit einer Dissertation über das Constantinische Patriziat zum Dr. phil. promoviert. 1893 habilitierte er ebenfalls in Zürich. Dort wirkte er von 1894 bis 1903 als Privatdozent, ab 1897 mit einem Lehrauftrag für Numismatik. Ab 1903 lehrte er an der Universität Basel, zuerst als Privatdozent, ab 1905 als außerordentlicher Professor für christliche Altertumskunde.
Schon in Zürich hatte er seine Vorlesungen mehr und mehr auf christliche Kunstarchäologie, Numismatik und römische Epigraphik konzentriert. Auch mit Studien zur Heraldik und Sphragistik trat er hervor. Sein Lieblingsgebiet war die Hagiographie bzw. Geschichte der Heiligenverehrung, worin er sich zu einer international angesehenen Autorität entwickelte. Seine eigene hagiographische Bildersammlung enthielt gegen 6000 Stücke in 4000 Blättern. Er hinterließ ein leider unvollendetes Sammelwerk mit dem Arbeitstitel Ein schweizerisches Klosterbuch, das in Wort und Bild die Geschichte alle schweizerischen Klöster hätte darstellen sollen.
Im Kloster Disentis leitete er die Ausgrabungen und Renovationsarbeiten und berichtete darüber in den Monatsheften für Kunstwissenschaft 1909 und 1913.
1917 zu seinem 50. Geburtstag schuf Jakob August Heer für Stückelberg eine Gedenkmedaille und in der Schweizer Illustrierte erschien eine Geburtstagsschrift.
1919 wurde er zum ersten öffentlichen Denkmalpfleger Basels ernannt. Stückelberg heiratete 1925 die Archäologin Helene Emilie, geborene Riggenbach (1897–1944). Sie war die Tochter des evangelischen Theologen und Hochschullehrers Eduard Riggenbach. 1934 heiratete sie den aus Schwerte stammenden Druckereibesitzer Paul Braus (1880–1950).

## Schriften (Auswahl)
- umfangreiche Sammlung von Links zu einzelnen Zeitschriftenartikeln in Regesta Imperii

- Der Constantinische Patriciat, Basel 1891 (= Dissertation)
- Longobardische Plastik, Zürich, 1896, 2. Aufl. 1907
- Reliquien und Reliquiare 1896
- Die mittelalterlichen Grabdenkmäler des Basler Münsters. 1896
- Die Thronfolge von Augustus bis Constantin. Genealogische Studien zur Geschichte der römischen Kaiserzeit, Wien 1897
- Der Münzsammler. Ein Handbuch für Kenner und Anfänger, Zürich 1899 (2. Aufl. 1919)
- Der Kult der heiligen Euphrosyna von Basel. In: Basler Zeitschrift für Geschichte und Altertumskunde, Bd. 3, 1904, S. 37–46 (Digitalisat).
- Das Wappen in Kunst und Gewerbe, Zürich 1901 (2. Aufl. Leipzig 1906)
- Geschichte der Reliquien in der Schweiz, 2 Bände, Basel 1902, 1908
- Die schweizerischen Heiligen des Mittelalters. Ein Hand- und Nachschlage-Buch für Forscher, Künstler und Laien, Zürich 1903
- Denkmäler zur Basler Geschichte, 2 Bde. Basel 1907 und 1912
- Die Katakombenheiligen der Schweiz. 1907
- Das Münster in Basel. 1908
- Das Münster zu Basel, Basel o. J. (1908) (3. Aufl. 1927)
- Die römischen Kaisermünzen als Geschichtsquellen, Basel 1909 (2. Aufl. 1915)
- Die Bildnisse der römischen Kaiser und ihrer Angehörigen. Von Augustus bis zum Aussterben der Konstantine, Basel 1916
- Basler Denkmalpflege. In: Heimatschutz = Patrimoine, Bd. 12, 1917, S. 33–40 (Digitalisat).
- (Herausgeber) Basler Kirchen. Bestehende und eingegangene Gotteshäuser in Stadt und Kanton Basel, 4 Bände, Basel 1917–1922
- Denkmäler des Königreichs Hochburgund vornehmlich in der Westschweiz, Zürich 1925
- Die Ausgrabung zu Disentis. In: Basler Zeitschrift für Geschichte und Altertumskunde, Teil 1, Teil 2